# Eishockey-Weltmeisterschaft der Herren 2026
Die Eishockey-Weltmeisterschaft der Herren 2026 wird die 89. Austragung des von der Internationalen Eishockey-Föderation IIHF veranstalteten Wettbewerbs. Das Turnier der Top-Division wird in den Schweizer Städten Zürich und Freiburg stattfinden. Die Schweiz war zuletzt 2009 Ausrichter der Weltmeisterschaft. Die in der Schweiz geplante Weltmeisterschaft 2020 wurde aufgrund der COVID-19-Pandemie abgesagt.

## Teilnehmer, Austragungsorte und -zeiträume
- Top-Division: 15. bis 31. Mai 2026 in Zürich und Freiburg, Schweiz

- Teilnehmer:  Dänemark,  Deutschland,  Finnland,  Großbritannien (Aufsteiger),  Italien (Aufsteiger),  Kanada,  Lettland,  Norwegen,  Österreich,  Schweden,  Schweiz (Gastgeber),  Slowakei,  Slowenien,  Tschechien,  Ungarn,  USA (Titelverteidiger)

- Division I
  - Gruppe A:
Teilnehmer:  Frankreich (Absteiger),  Japan,  Kasachstan (Absteiger),  Litauen (Aufsteiger),  Polen (Gastgeber),  Ukraine
  - Gruppe B:
Teilnehmer:  Volksrepublik China (Gastgeber),  Estland,  Niederlande (Aufsteiger),  Rumänien (Absteiger),  Spanien,  Südkorea

- Division II
  - Gruppe A:
Teilnehmer:  Australien,  Belgien,  Georgien (Aufsteiger),  Kroatien (Absteiger),  Serbien,  Vereinigte Arabische Emirate (Gastgeber)
  - Gruppe B:
Teilnehmer:  Bulgarien (Gastgeber),  Republik China (Taiwan),  Island,  Israel (Absteiger),  Kirgisistan (Aufsteiger),  Neuseeland

- Division III
  - Gruppe A:
Teilnehmer:  Bosnien und Herzegowina,  Mexiko (Aufsteiger),  Südafrika (Gastgeber),  Thailand (Absteiger),  Türkei,  Turkmenistan
  - Gruppe B:
Teilnehmer:  Hongkong (Gastgeber),  Luxemburg (Absteiger),  Mongolei,  Nordkorea,  Philippinen,  Usbekistan (Aufsteiger)

- Division IV:
Teilnehmer:  Armenien,  Indonesien,  Iran,  Kuwait,  Malaysia,  Singapur (Absteiger)

## Top-Division
Die 89. Eishockey-Weltmeisterschaft der Herren findet vom 15. bis 31. Mai 2026 in Zürich und Freiburg in der Schweiz statt.

### Teilnehmer
Russland und Belarus wurden angesichts des Überfalls auf die Ukraine weiterhin von der Teilnahme ausgeschlossen. Die beiden Absteiger Frankreich und Kasachstan wurden durch die Aufsteiger aus der Division IA, Großbritannien und Italien, ersetzt.
- 14 aus Europa
  -  Dänemark
  -  Deutschland
  -  Finnland
  -  Großbritannien (Aufsteiger)
  -  Italien (Aufsteiger)
  -  Lettland
  -  Norwegen
  -  Österreich
  -  Schweden
  -  Schweiz (Gastgeber)
  -  Slowakei
  -  Slowenien
  -  Tschechien
  -  Ungarn
- 2 aus Nordamerika
  -  Kanada
  -  USA (Titelverteidiger)

Gruppeneinteilung
Die Gruppeneinteilung wurde nach Abschluss der Weltmeisterschaft 2025 festgelegt. Als Basis diente die IIHF-Weltrangliste des Jahres 2025.
| Gruppe A (Zürich)                                            | Gruppe B (Freiburg) |
| Vereinigte Staaten (2)                                       | Kanada (4)          |
| Schweiz (3)                                                  | Schweden (5)        |
| Finnland (7)                                                 | Tschechien (6)      |
| Deutschland (8)                                              | Dänemark (9)        |
| Lettland (11)                                                | Slowakei (10)       |
| Österreich (12)                                              | Norwegen (13)       |
| Ungarn (18)                                                  | Slowenien (17)      |
| Großbritannien (19)                                          | Italien (20)        |
| In Klammern ist der jeweilige Weltranglistenplatz angegeben. |                     |

### Austragungsorte
| Ort      | Halle            | Kapazität | Foto             |
| -------- | ---------------- | --------- | ---------------- |
| Zürich   | Swiss Life Arena | 12.000    | Swiss Life Arena |
| Freiburg | BCF-Arena        | 8.934     | BCF-Arena        |

## Division I

### Gruppe A in Sosnowiec, Polen
Das Turnier der Gruppe A wird vom 2. bis 8. Mai 2026 im polnischen Sosnowiec ausgetragen. Die Spiele finden im  2'545 Zuschauer fassenden Stadion Zimowy statt, das zum Sportkomplex der Stadt gehört.